# Albert Scherrer
Albert Scherrer (Riehen, 28 febbraio 1908 – Basilea, 5 luglio 1986) è stato un pilota automobilistico svizzero.
Partecipò al Gran Premio di Svizzera 1953 con una HWM. Terminò la gara in nona posizione, a 16 giri di ritardo dal vincitore Ascari e non venne perciò classificato.

## Risultati in Formula 1
| 1953 | Scuderia  | Vettura |  |  |  |  |  |  |  |    |  | Punti | Pos. |
| ---- | --------- | ------- |  |  |  |  |  |  |  | -- |  | ----- | ---- |
| 1953 | HW Motors | HWM 53  |  |  |  |  |  |  |  | NC |  | 0     |      |

| Legenda | 1º posto     | 2º posto | 3º posto    | A punti         | Senza punti/Non class.  | Grassetto – Pole position Corsivo – Giro più veloce |
| Legenda | Squalificato | Ritirato | Non partito | Non qualificato | Solo prove/Terzo pilota | Grassetto – Pole position Corsivo – Giro più veloce |